# Област Франклин
Област Франклин (енгл. District of Franklin) је био регионални административни округ канадских северозападних територија. Округ се састојао од канадских високих арктичких острва, посебно острва Елсмер, острва Бафин и острва Викторија. Округу је такође припадало полуострво Мелвил и полуострво Бутија.
Енглески морепловци Мартин Фробишер и Хенри Хадсон били су први Европљани за које се зна да су посетили ово подручје (иако су викинзи, који су долазили са Гренланда, можда повремено искрцавали и ловили на Бафиновом острву у 11. и 12. веку). Подручје је пребачено из британске колонијалне власти у Доминион Канаде 1894. и названо по Џону Френклину следеће године, међутим, Норвешка је полагала право на најсевернија острва до 1930. године.
Заједно са округом Киватин и округом Мекензи, био је један од три округа старих северозападних територија пре формирања Нунавута 1999. године, када је округ престао да постоји, иако је као административни округ северозападне територије је престала да функционише неколико година пре одвајања Нунавута. Подручје бившег округа Франклин било је подељено између преосталог дела северозападних територија и Нунавута. У том процесу, острво Викторија је подељено са приближно две трећине његове површине у Нунавуту, а неколико других острва је такође подељено између две територије.